# 米拉贝勒欧巴罗尼
米拉贝勒欧巴罗尼（法語：Mirabel-aux-Baronnies，法語發音：[miʁabɛl o baʁɔni]）是法国德龙省的一个市镇，属于尼永斯区。

## 地理
米拉贝勒欧巴罗尼（44°18'39"N, 5°5'57"E）面积22.56 平方千米，位于法国奥弗涅-罗讷-阿尔卑斯大区德龙省，该省份为法国东南部内陆省份，北起顺时针与伊泽尔省、上阿尔卑斯省、上普罗旺斯阿尔卑斯省、沃克吕兹省和阿尔代什省接壤。
与米拉贝勒欧巴罗尼接壤的市镇（或旧市镇、城区）包括：博尔代特新堡、尼永斯、皮耶贡、万索布尔、皮梅拉、维勒迪约。

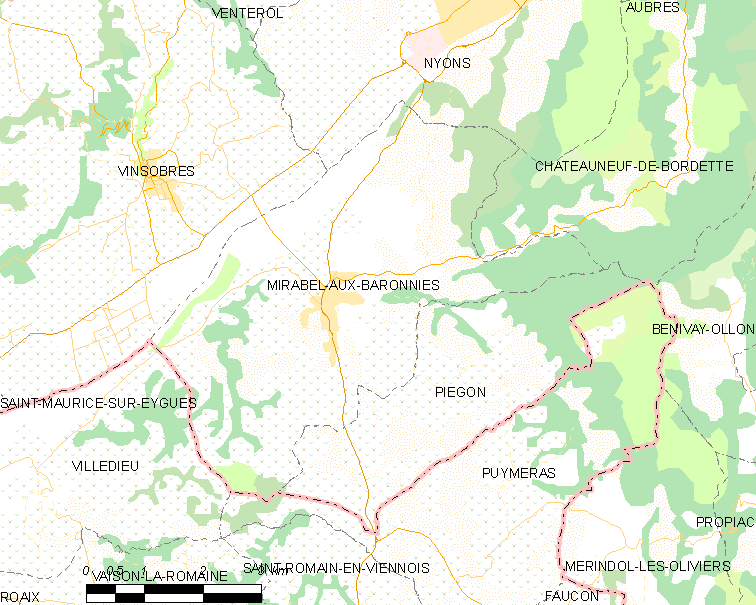
米拉贝勒欧巴罗尼的OSM定位图

米拉贝勒欧巴罗尼的时区为UTC+01:00、UTC+02:00（夏令时）。

## 行政
米拉贝勒欧巴罗尼的邮政编码为26110，INSEE市镇编码为26182。

## 政治
米拉贝勒欧巴罗尼所属的省级选区为尼永斯-巴罗尼县。

## 人口

1962-2008年间米拉贝勒欧巴罗尼人口变化图示

米拉贝勒欧巴罗尼于2022年1月1日时的人口数量为1514人。